# رئيس الصين
رئيس جمهورية الصين الشعبية هو رأس دولة جمهورية الصين الشعبية. بموجبِ الدستور الصيني الحالي فإنَّ منصب الرئيس هو منصب شرفيّ إلى حدٍ كبيرٍ حيثُ يتمتع بسلطات محدودة على عكس نفس المنصب في دول أخرى. يتولَّى الرئاسة منذُ عام 1993 الأمين العام للحزب الشيوعي الصيني ال يُعتبر الزعيم الأعلى في نظام الحزب الواحد. تُعتبر مؤسّسة الرئاسة مؤسسةً من مؤسسات الدولة وليس منصبًا إداريًا، وعليه فالرئيسُ مقيّد إلى حدٍ ما بمجلس الشعب الصيني ولا يحق له قانونًا اتخاذ إجراء تنفيذي بناءً على صلاحياته.
عندما اعتُمدَ الدستور الحالي عام 1982، خُلِقَ منصب الرئاسة ليكون منصبًا شرفيًا إلى حد كبير مع تركيز السلطة الفعلية في يدِ زعيم باراماونت الذي كان يُسيطر على الحزب والجيش. مع ذلك فقد خلق بعض الرؤساء سلطة لهما على غِرار الرئيسان لي زيانيان (1983–1988) ويانغ شانج كون (1988–1993) اللذان أثَّرا في وعلى البلاد على الرغمِ من منصبها الشرفيّ نظريًا وذلك بفضلِ السلطة التي حصلا عليها من مجالس قياديّة أخرى.
يشغلُ الزعيم الأعلى للصين منذ عام 1993 في وقتٍ واحدٍ منصب الرئيس وقائد الحزب (الأمين العام) والقائد الأعلى للجيش، حيث يقوم هذا الزعيم بمهام مختلفة تحت ألقاب منفصلة، فيلتقي على سبيل المثال لا الحصر بكبار الشخصيات الأجنبية ويستقبلُ السفراء بصفته رئيسًا ويُصدر توجيهاتٍ عسكرية بصفته رئيسًا للجنة العسكرية المركزية كما يُؤيّد حكم الحزب بصفته الأمين العام للحزب الشيوعي الصيني.
ظهرَ منصب الرئيس لأول مرةٍ في دستور جمهورية الصين الشعبية عام 1954 حينما تولَّى ماو تسي تونغ المنصب ثمّ خلفه ليو شاوتشي الذي تورّط في عددٍ من الفضائح السياسية خلال الثورة الثقافية فأصبحَ منصب الرئاسة شاغرًا إلى أن أُلغي المنصب كليًا بموجب دستور عام 1975، ثمّ أُعيد في دستور عام 1982 لكن بصلاحيات أقل. لم تكن هناك حدود لفترة الرئاسة خلال حقبة ماو، لكنّ الدستور الجديد للدولة الصينيّة نصَّ وبوضوحٍ على أنه لا يُمكن للرئيس أن يشغل منصب الرئاسة لأكثر من فترتين متتاليتين ثمّ أُلغي هذا البند عام 2018 خلال فترة ولاية شي جين بينغ.

## التاريخ

### التأسيس
ظهر منصبُ رئيس الدولة لأول مرةٍ في الصين بموجبِ دستور الجمهورية الشعبية عام 1954، حيثُ كان منصبًا شرفيًا حينها أكثر من كونه منصبًا تنفيذيًا أو حتى تشريعيًا. لقد اختلفت سلطات مكتب الرئاسة لعام 1954 عن سلطات مكتب الرئاسة الحالي في مجالين: عسكري وحكومي، حيثُ حُدِّدت السلطات العسكرية لرئيس الدولة في دستور عام 1954 على النحو التالي: «يقودُ رئيس جمهورية الصين الشعبية القوات المسلحة للدولة، وهو أيضًا رئيس مجلس قوات الدفاع الوطني (بالصينية: 国防委员会).» كان مجلس الدفاع الأخير مجلسًا فريدًا من نوعه في دستور عام 1954 حيث فُوِّضَ كقيادةٍ مدنيةٍ لجيش التحرير الشعبي لكنه أُلغي في الدستور الذي صدر أو بالأحرى أُقِرَّ عام 1975. حُدِّدَت أيضًا السلطات الحكومية لرئيس الدولة في دستور عام 1954 على النحو التالي: «يَعقدُ رئيس جمهورية الصين الشعبية كلما لزم الأمر مؤتمر الدولة الأعلى (بالصينية: 最高国务会议)» وهو المؤتمر الذي يضمُّ كبار مسؤولي الدولة بما في ذلك أعضاءٌ من المؤتمر الشعبي الوطني وقوات الدفاع الوطني. كان مؤتمر الدولة الأعلى فريدًا من نوعهِ أيضًا في دستور عام 1954 ثمّ أُلغي في دستور عام 1975 ولم تتضمَّنِ الدساتير اللاحقة هيئة مماثلة.

### الثورة الثقافية
كان ماو تسي تونغ أول من شغل منصب رئيس الدولة، حيث انتُخبَ في الدورة التأسيسية لمجلس الشعب الصيني عام 1955. خَلَفَ ماو تسي في الدورة الثانية لمجلس الشعب التي عُقدت عام 1959 ليو شاوتشي الذي كان يشغل في الوقت ذاته منصب النائب الأول لرئيس الحزب الشيوعي. أعيد انتخاب ليو رئيسًا للدولة في الدورة الثالثة لمجلس الشعب التي عُقدت في كانون الثاني/يناير 1965. أطلق ماو في العام الموالي الثورة الثقافية ثمّ نجحَ وأنصارهُ في آب/أغسطس من عام 1966 في عزل ليو من منصبه كنائبٍ لرئيس الحزب. وُضع ليو بعد بضعة أشهرٍ رُهن الإقامة الجبرية، ثم جُرِّدَ خلال المؤتمر الثامن للحزب الشيوعي الذي عُقد في الواحد والثلاثين من تشرين الأول/أكتوبر 1968 من جميع المناصب الحزبية وغير الحزبية بما في ذلك منصب رئيس الدولة فيما اعتُبر – في وقتٍ لاحقٍ على الأقل – انتهاكًا واضحًا للدستور الذي كان ينصُّ على شرعيّة مجلس الشعب لوحدهِ في إقالة الرئيس بعد التصويت. ظلَّ منصبُ رئيس الدولة شاغرًا بعد إقالة ليو عام 1968، في حين أشارت وسائل الإعلام الحكومية من عام 1972 حتى عام 1975 إلى نائب رئيس الدولة دونغ بيو بأنه «رئيس الدولة بالنيابة».

### الدساتير الجديدة
اعتمدَ مجلس الشعب الصيني خلال دورته الرابعة التي انعقدت عام 1975 على دستورٍ جديدٍ قضى على منصب رئيس الدولة وأكَّدَ بدلاً من ذلك على قيادة الحزب الشيوعي للدولة، كما احتوى الدستور الجديد للبلاد على بندٍ ينصُّ فيما معناه على أنَّ رئيس الحزب هو القائد الأعلى. تبنَّى مجلس الشعب عام 1978 دستورًا ثالثًا للبلاد وهو الآخر لم يُشر صراحة ولا على وجهِ التحديد لمنصب رئيس الدولة، لكنَّ الدستور الرابع الذي اعتمده المجلس في دوته الخامسة التي عقدها عام 1982 أعاد منصب الرئاسة ولو بصلاحيّات أقل.

### حديثًا
كان منصب الرئاسة في الدستورِ الجديدِ للبلاد الذي أُقِرَّ عام عام 1982 منصبًا صوريًا بينما تركّزت سلطة الدولة الفعلية في أيدي الأمين العام للحزب الشيوعي وورئيس مجلس الدولة ورئيس اللجنة العسكرية المركزية. نصَّ الدستور الجديد بكلّ وضوحٍ على ضرورة عدم جمعِ كل هذه المناصب الأربعة في يدِ شخصٍ واحدٍ، وعليه فقد حصلَ الرئيس على مسؤوليات ثانوية على غِرار الترحيب بكبار الشخصيات الأجنبية والتوقيع على تعيين موظفي السفارة فيما لم يُسمح له في التدخل في شؤون مجلس الدولة أو الحزب. حاولَ الحزب الشيوعي في دستور عام 1982 تقسيم سلطةِ الدولة من أجل منع تكوين ما يُعرف بالعبادة الشخصية كما حدث في حالة ماو تسي تونغ، وهكذا كان دنغ شياو بينغ «الزعيم الأعلى» للبلاد إلا أنه كان في نفس الوقت أحد القادة الخمسة الرئيسيين – أو بالأحرى الأربعة في حالة استثناء منصب الرئيس من قائمة المناصب المهمّة – رفقة كلٍ من هو ياوبانغ الأمين العام للحزب وتشاو زيانغ رئيس الوزراء ثمّ لي زيانيان الرئيس ودنغ رئيس اللجنة العسكرية المركزية.
أُنهيت في فترة التسعينيات تجربة فصل المناصب الحزبية التي أدَّت لنشوبِ صراعاتٍ داخليّةٍ أثناء احتجاجات ميدان تيانانمين عام 1989. تولَّى جيانغ زيمين عام 1993 منصب الرئيس ثمّ أصبحَ الأمين العام للحزب الشيوعي الصيني ورئيس اللجنة العسكرية المركزية وبالتالي الزعيم الأعلى للبلاد بدون منازعٍ لا من الحزب أو حتى من الدولة. عندما تنحَّى جيانغ زيمين عام 2003 عن منصبه، أصبح نائب الرئيس هوُ جينتاو رئيسًا للبلاد كما أصبح في الوقت عينه أمينًا عامًا للحزب لتُجمَّعَ السلط في يدِ رجلٍ واحدٍ من جديد. أخلى جينتاو بدوره كلا المنصبينِ لشي جين بينغ بين عامي 2012 و2013. أجازَ مجلس الشعب الصيني في الحادي عشر من آذار/مارس 2018 بأغلبية 2958 صوتًا مع معارضةِ اثنانِ فقط وامتناع ثلاثة تعديلاً دستوريًا سَمَحَ للرئيس بالخدمة لعدد غير محدود من الولايات التي تبلغُ مدة كل واحدةٍ منها خمس سنوات. فُسّر ذلك على نطاقٍ واسعٍ على أنه جزءٌ من خطّة شي لتوسيع نطاق سلطته وبسطِ نفوذه أكثر فأكثر داخل الدولة حيث أصبحَ بفضل التعديل الدستوري الجديد رئيسًا وقائدًا رئيسيًا للبلاد مدى الحياة. أوضحَ شي القرار من حيثُ الحاجة إلى مواءمة الرئاسة مع مناصبه الأكثر قوة مثل السكرتير العام للحزب الشيوعي ورئيس اللجنة العسكرية المركزية وهي مناصب ليست لها حدود زمنية معيّنة.

## الانتخاب
وفقًا للدستور الصيني الحالي يجب أن يكون الرئيس مواطنًا صينيًا يتمتع بحقوق انتخابية كاملة وقد بلغ سنَّ الخمسة والأربعين عامًا. يُنتَخب الرئيس من قِبل مجلس الشعب التي يُعتبر أعلى هيئة حكومية في الصين وله أيضًا سلطة عزل الرئيس وغيره من مسؤولي الدولة من مناصبهم.
وفقًا للقانون الأساسي لمجلس الشعب الصيني، فالرئيس يُعيَّن من قِبل هيئة رئاسة مجلس الشعب التي تُعتبر الجهاز التنفيذي للمجلس، لكن الأمور تختلفُ من الناحية العملية حيث يحتفظ الحزب الشيوعي الصيني الحاكم بمنصب الرئيس لأمينه العام.
يحلُّ نائب الرئيس مكان الرئيس في حالة خلوّ المنصب، أما في حالة شغور كلا المنصبين فيعملُ رئيس اللجنة الدائمة لمجلس الشعب الصيني رئيسًا مؤقتًا إلى أن تَنتخب هيئة رئاسة المجلس رئيسًا جديدًا ونائبًا للرئيس. قُيّدت فترة الرئاسة (بما في ذلك ولاية نائب الريس) بين عامي 1982 و2018 في ولايتينِ متتاليتين، قبل أن يُزال هذا البند رسميًا في المؤتمر الذي عقده مجلس الشعب في آذار/مارس 2018.

## السلطات والواجبات

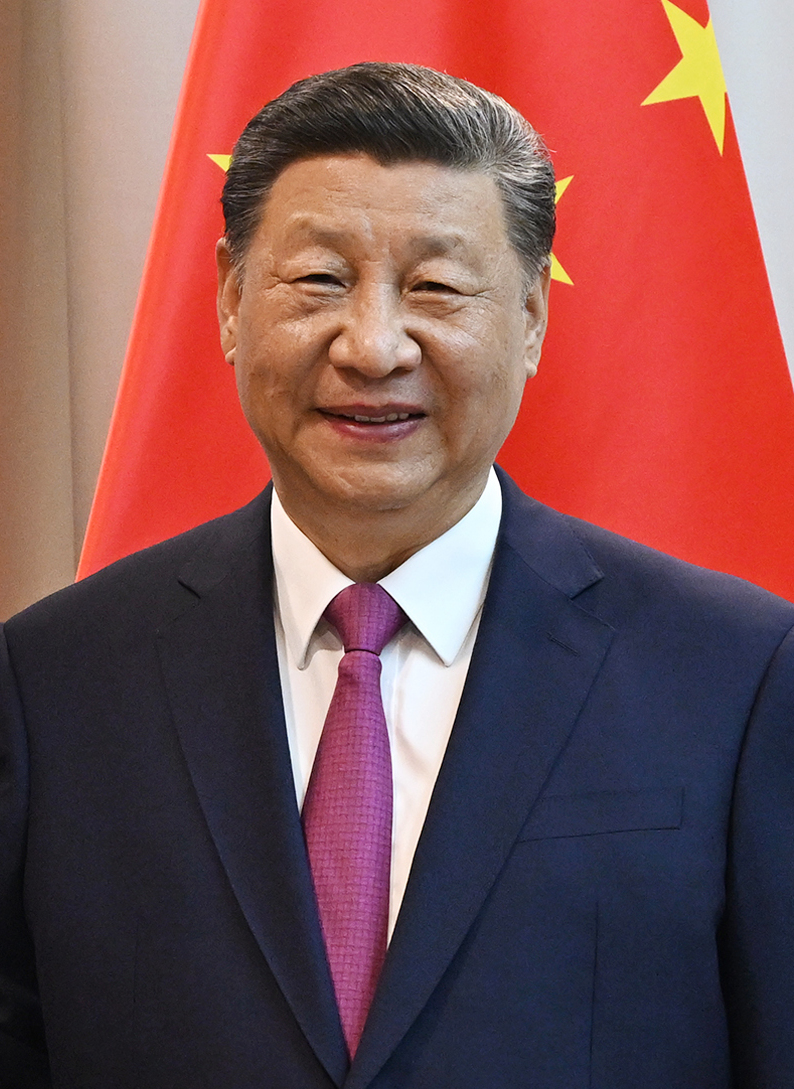
شي جين بينغ، الأمين العام للحزب الشيوعي الصيني في أستانا.

بموجبِ الدستور الحالي الذي أُقرَّ عام 1982 والذي شهدَ تعديلات طفيفة في السنوات اللاحقة، فإنَّ الرئيس يتمتَّعُ بسلطة إصدار القوانين واختيار وعزل رئيس الوزراء ووزراء الحكومة الشعبيّة المركزية كما يحقُّ له منح العفو الرئاسي وإعلان حالة الطوارئ وإصدار أوامر التعبئة الجماهيرية فضلًا عن منحِ نياشين وأوسمة التكريم. يقوم رئيس الجمهورية أيضًا بتسميّة السفراء وإقالتهم لدى الدول الأجنبية ويُوقّع المعاهدات مع جهات أجنبية أو يلغيها. تتطلَّبُ جميع هذه السلطات – وفقًا للدستور – موافقة أو إقرار المجلس مجلس الشعب. من بينِ صلاحيات الرئيس أيضًا زيارة دول أجنبة نيابة عن الجمهورية الشعبية أو لتمثيلها، وبحسبِ الدستور فإنّ هذه الصلاحية هي السلطة الرئاسية الوحيدة التي لا تحتاجُ موافقة من مجلس الشعب حيثُ يمكن للرئيس الصيني زيارة أيّ دولة أجنبية في إطار علاقات العمل دون الرجوع للمجلس. نظرًا لأن الغالبية العظمى من السلطات الرئاسية تعتمدُ على تصديق أو موافقة مجلس الشعب الصيني فإن منصب الرئيس في جوهره هو منصبٌ رمزي ولا دور مباشر له أو حتى رئيسي في حُكم وتسيير الدولة، وعليه فمكتب الرئاسة يعملُ كمؤسسة رمزية وليس كمكتبٍ له سلطات تنفيذية حقيقية.
يتمتع الرئيس بسلطة تقديرية أو حتى نظريَة فقط في اختياره لرئيس الوزراء على اعتبار أنَّ هذا الأخير يُختار في العادة بعد مناقشاتٍ رفيعة المستوى بين أعضاء الحزب الشيوعي الصيني. بعدما تُسفر المناقشات عن اختيارٍ اسمٍ معيّن لترشيحه لمنصب رئيس الوزراء، يجتمعُ مجلس الشعب الصيني لتأكيد الترشيح وعلى اعتبار وجود اسمٍ واحد فقط مرشَّحٍ للمنصب فلا يُمكن لمجلس الشعوب سوى التوصيت بالموافقة على من رُشِّح لرئاسة الوزراء أو حتى برفضه. يُعتبر رئيس الوزراء التعيين السياسي الأهم في الحكومة الصينية، وعليه فسلطة ترشيحه من قِبل الرئيس قد تمنحُ هذا الأخير تأثيرًا سياسيًا حقيقيًا في بعض الحالات. قال تقرير صادر عن لجنة المراجعة الاقتصادية والأمنية بين الولايات المتحدة والصين عام 2019 إنه يجب على الجميع التوقف عن تسمية الزعيم الصيني شي جين بينغ بـ «الرئيس» بدلًا من «الأمين العام» تحت قيادة الحزب الواحد.
على جانبٍ آخر، يمتلكُ الرئيس العديد من وسائل النقل التي يتحكم بها ولعلَّ أبرزها الطائرات. يُنقل المسؤولون الصينيون العاديون في طائراتٍ من طراز بوينغ 707، فيما كان لدى الرئيس ماو تسي تونغ طائرة إليوشن إي أل 18 التي اعتمدَ عليها في زياراته الخارجيّة وحتى في بعض الزيارات الداخلية. سُحبت هذه الطائرة من الخدمة بعد وفاة ماو تسي وحُفظت في متحفٍ للطيران في الصين. بدأ المسؤولون الصينيون في استخدام طائرة بوينغ 747 أس بي في الرحلات الدولية ثمّ زاد استخدام هذا النوع من الطائرات حينما تسلَّمت طيران الصين طائرات أخرى من هذا الطراز. عندما وصل جيانغ زيمين إلى السلطة ناجحًا في تقلُّدِ منصب الأمين العام للحزب عام 1989، نُقلت الطائرات من طراز بوينغ 747 أس بي للاستخدامِ من قِبل الركّاب فيما اعتمدَ هو في تنقلاته الدوليّة على طائرة من طراز بوينغ 400 إس-747 وهي الطائرة التي استخدمها وظلَّ يستخدمها هو جينتاو وشي جين بينغ.
شُوهدت عام 2010 طائرةٌ من طراز بوينغ 747-8 تُحلّق في أماكن مختلفة من العالَم، فانتشرت الشائعات حينها التي تُؤكّد أنها الطائرة الرئاسية الجديدة المُعتمَدة من قِبل الصين. شُوهدت الطائرة عام 2016 وهي تهبطُ في هامبورغ بألمانيا قبل أن تتأكَّد الشائعات فعلًا على اعتبار أن الطائرة معارة من شركة طيران الصين للحكومة الصينية لاستخدامها من قِبل الرئيس. يُعتقد – على الرغم من عدم نشر صور رسميّة – أنَّ داخل الطائرة يحتوي على مساحة داخلية فخمة بما في ذلك طاولات المؤتمرات ومقاعد للصحافة وغُرف نوم خاصة وميزات أخرى. بعد الاعتمادِ على هذه الطائرة، أصبحت باقي الطائرات من طراز 400 إس-747 طائراتٌ مخصّصةٌ لنقلِ الوزراء وباقي الساسة متوسّطي الأهمية والنفوذ. بدأ الرئيس في أواخر عام 2010 في استيراد سيارته الرئاسية خلال بعض رحلاته الخارجية، فاعتمد لهذا السبب على طائرة شحن تابعة لشركة طيران الصين أيضًا.

## الترتيب السياسي
لقد كان ليو شاوتشي وقت تعيينه رئيسيًا للصين نائبًا أول لرئيس الحزب الشيوعي وهو ما يعني الرجل الثاني في الحزب خلف ماو تسي تونغ. نفس الأمر تكرر في حالة لى شيان نيان ولو بشكلٍ مغايرٍ نوعًا ما حيث كان وقت تعيينه رئيسًا للبلاد العضو الخامس في اللجنة الدائمة للمكتب السياسي للحزب الشيوعي بعد الأمين العام للحزب ورئيس الوزراء. في المقابل، لم يكن يانج شانج كون وقتَ تعيينه رئيسًا عضوًا في اللجنة الدائمة للمكتب السياسي للحزب الشيوعي لكنه كان الشخصية الثالثة في الحزب بعد الأمين العام تشاو زيانغ ودنغ شياو بينغ. منذ تعيين جيانغ تسه مين رئيسًا، أصبح كل مرشّحٍ لهذا المنصب هو في الوقت ذاتهِ الأمين العام للحزب الشيوعي وبالتالي هو الشخصيّة الأبرز والأهم في الحزب وفي الدولة.
على جانبٍ آخرٍ، أوصى تقريرٌ صدر عام 2019 عن لجنة المراجعة الاقتصادية والأمنية الأمريكية الصينية – وهي لجنةٌ مكوّنةٌ من الحزبين داخل الكونجرس الأمريكي – بأن يُطلق على الزعيم الصيني شي جين بينغ لقب «الأمين العام» بدلاً من «الرئيس» بحجّة أنَّ اللقب الأخير يعني بشكل غير صحيحٍ – حسب ما وردَ في تقرير اللجنة – أنَّ الزعيم الصيني مُنتخبٌ ديمقراطيًا. قدَّم المشرعون الأمريكيون في السياق ذاته في آب/أغسطس 2020 مشروع قانونٍ لتغيير الطريقة التي تُشير بها الحكومة الاتحاديّة إلى الأمين العام للحزب الشيوعي الصيني حيث يهدفُ مشروع القانون إلى حظرِ استخدام مصطلح «الرئيس» عندَ الإشارة لبينغ.

## قائمة الرؤساء
هذه قائمةُ صورٍ لرؤساء جمهورية الصين الشعبيّة منذ بروز منصب الرئاسة عام 1954:

ليو شاوتشي رئيس (27 نيسان/أبريل 1959 – 31 تشرين الأول/أكتوبر 1968)
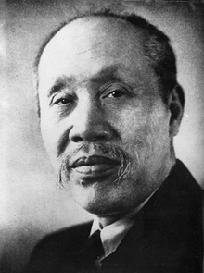
دونغ بيوو رئيس بالنيابة (24 شباط/فبراير 1972 – 17 كانون الثاني/يناير 1975)
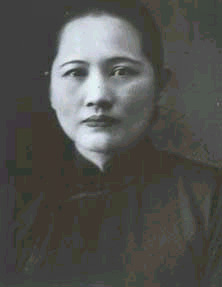
سونغ لينغ رئيس شرفيّ (16–28 أيار مايو 1981)
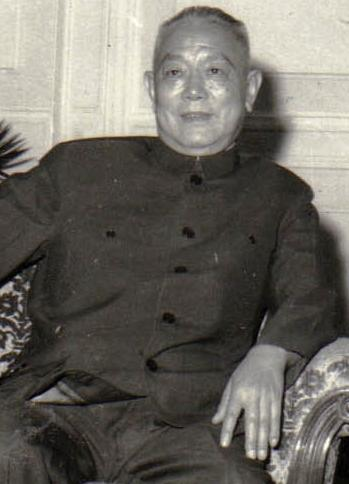
لى شيان نيان رئيس (18 حزيران/يونيو 1983 – 8 نيسان/أبريل 1988)
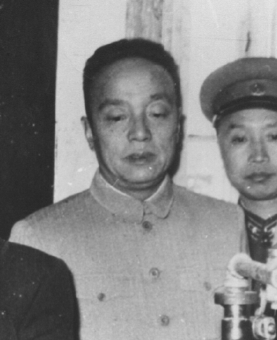
يانغ شانغ رئيس (8 نيسان/أبريل 1988 – 27 آذار/مارس 1993)
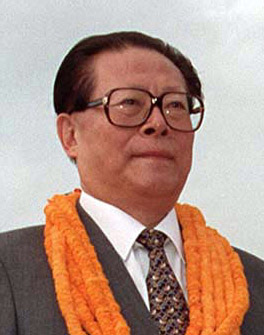
جيانغ زيمين رئيس (27 آذار/مارس 1993 – 15 آذار/مارس 2003)
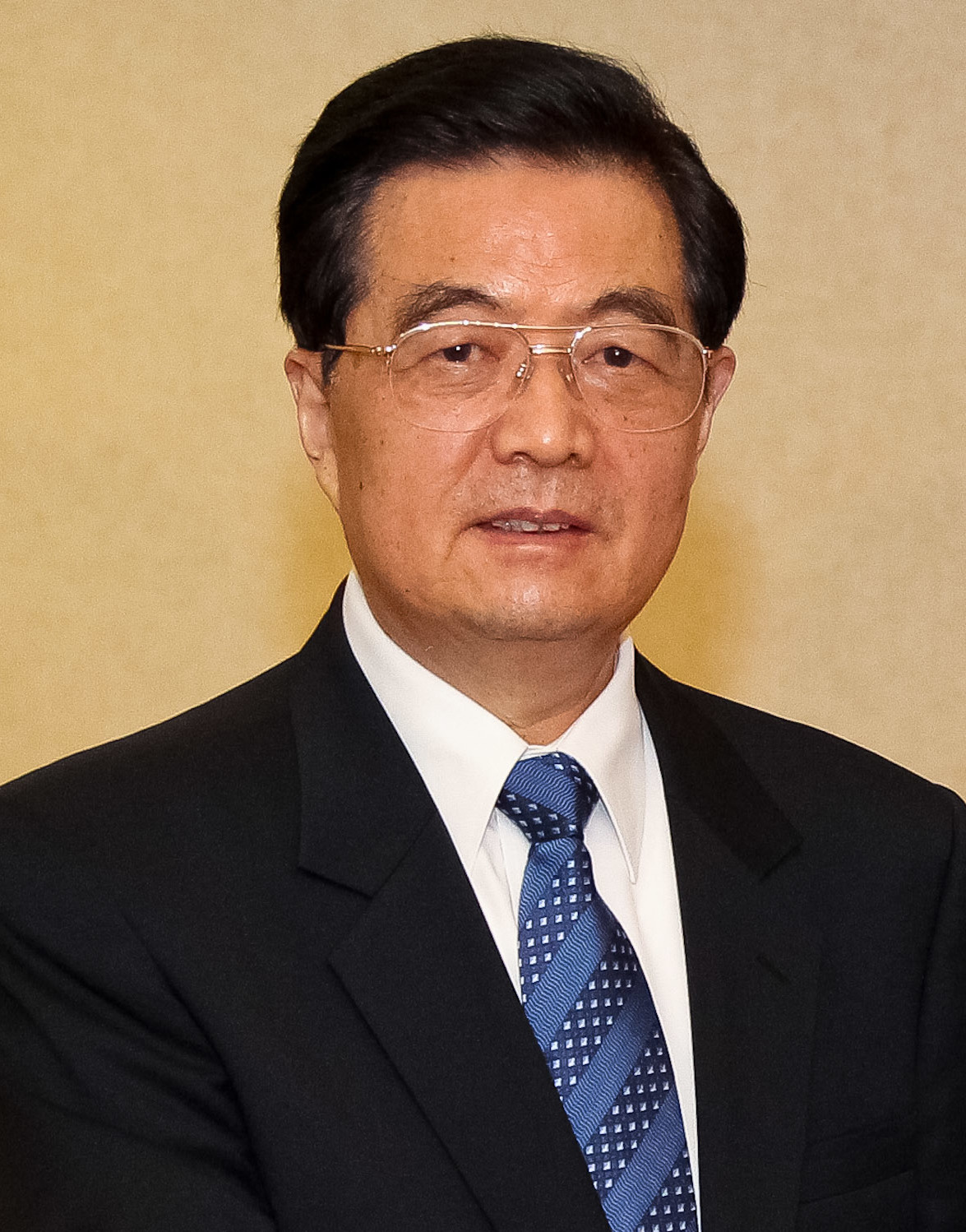
هو جينتاو رئيس (15 آذار/مارس 2003 – 14 آذار/مارس 2013)
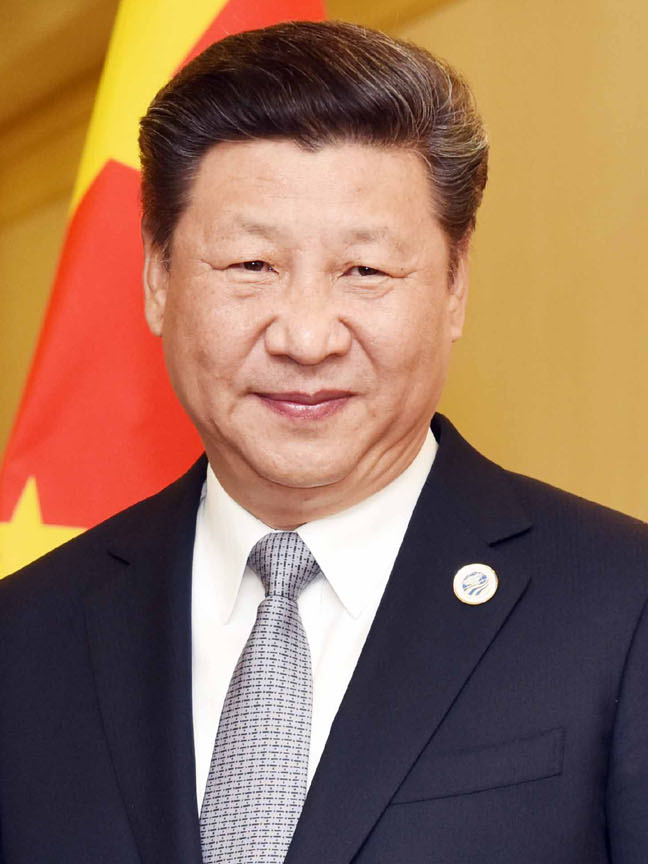
شي جين بينغ رئيس (14 آذار/مارس 2013–حاليًا)

رؤساء آخرون
هذه قائمةٌ أخرى بأربع رؤساء للصين ولو بشكلٍ غير مباشر، حيثُ لم يحملوا خلال هذه الفترة لقب الرئيس فعليًا إما بسبب إلغاء المنصب أو لسببٍ آخر لكنهم كانوا في مثابة الرئيس نظريًا:

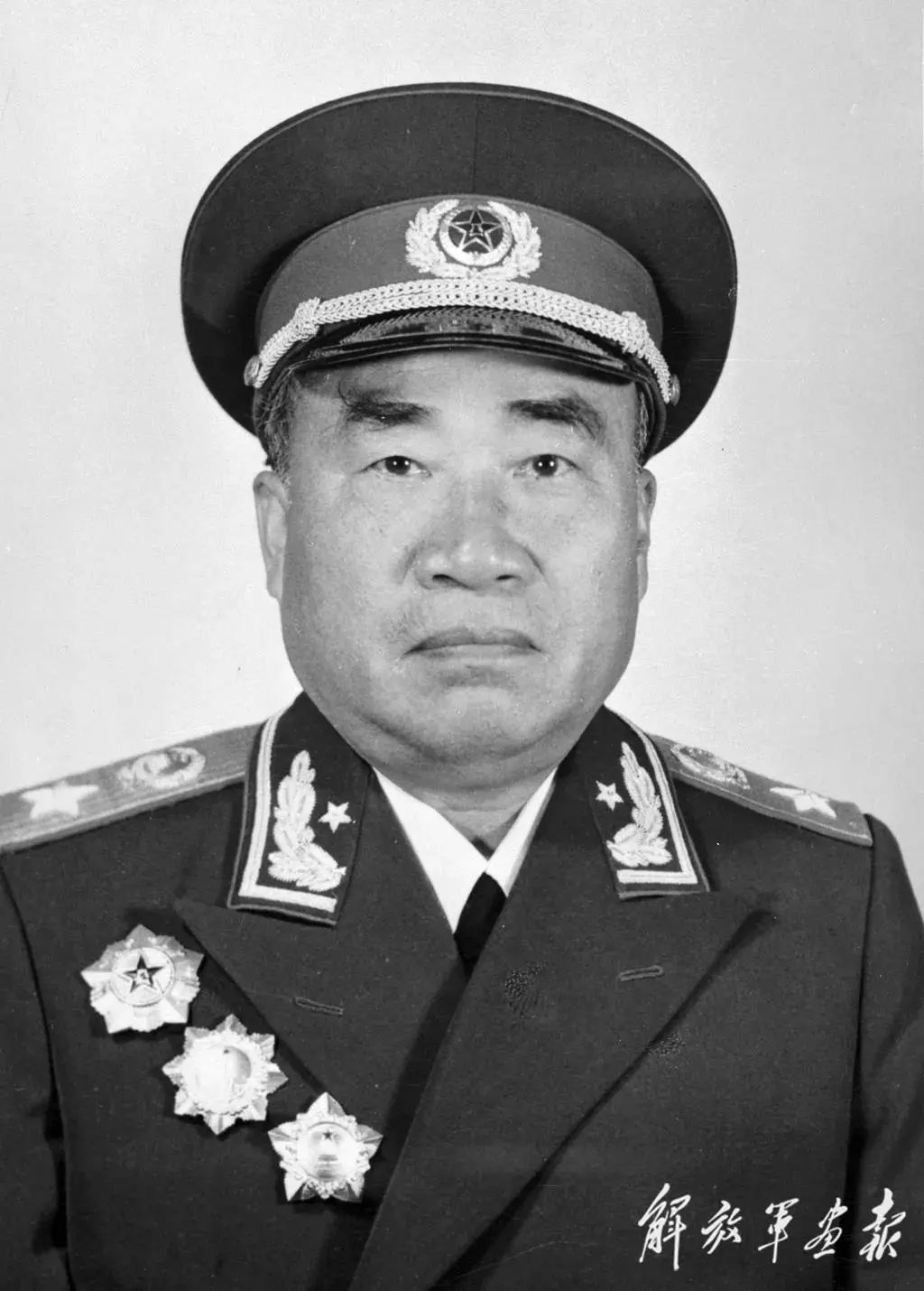
تشو دي رئيس اللجنة الدائمة للمجلس الوطني لنواب الشعب (1975–1976)
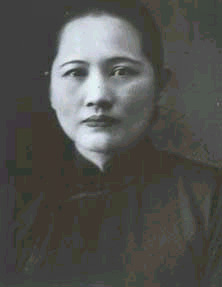
سونغ لينغ رئيسة بالإنابة للجنة الدائمة للمجلس الوطني لنواب الشعب (1976–1978)
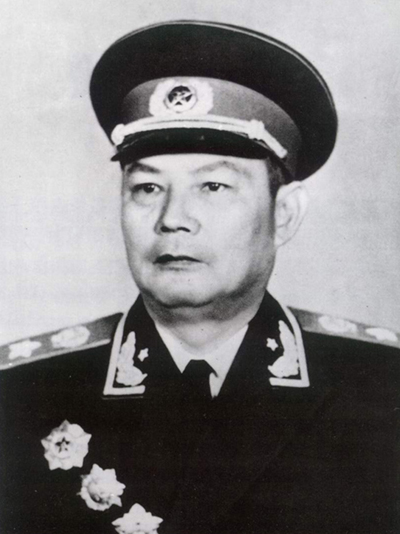
ياي جيانيانغ رئيس اللجنة الدائمة للمجلس الوطني لنواب الشعب (1978–1983)

زوجات الرؤساء
هذه قائمةٌ بزوجات رؤساء جمهورية الصين الشعبيّة:
| # | الزوجة       | الرئيس        | الفترة                                           |
| - | ------------ | ------------- | ------------------------------------------------ |
| 1 | جيانغ كينغ   | ماو تسي تونغ  | 27 أيلول/سبتمبر 1954 – 27 نيسان/أبريل 1959       |
| 2 | وانغ جوانغمي | ليو شاوتشي    | 27 نيسان/أبريل 1959 – 31 تشرين الأول/أكتوبر 1968 |
| 3 | لين جيمي     | لى شيان نيان  | 18 حزيران/يونيو 1983 – 8 نيسان/أبريل 1988        |
|   | لا زوجة      | يانج شانج كون | 8 نيسان/أبريل 1988 – 27 آذار/مارس 1993           |
| 4 | وانغ يبينغ   | جيانغ زيمين   | 27 آذار/مارس 1993 – 15 آذار/مارس 2003            |
| 5 | ليو يونغكينغ | هو جينتاو     | 15 آذار/مارس 2003 – 14 آذار/مارس 2013            |
| 6 | بينج ليوان   | شي جين بينغ   | 14 آذار/مارس 2013 – حاليًا                        |

### إحصاءات
| #             | الرئيس          | تاريخ الميلاد  | السن عند توليه (أول مرة) | مدة حكمه (إجمالي)            | السن عند التقاعد (آخر مرة) | تاريخ الوفاة   | مدة حياته                       |
| ------------- | --------------- | -------------- | ------------------------ | ---------------------------- | -------------------------- | -------------- | ------------------------------- |
| 1             | ماو تسي تونغ    | 26 ديسمبر 1893 | 60 سنة، 275 يوما         | 4 سنوات، 212 يوما            | 64 سنة، 122 يوما           | 9 سبتمبر 1976  | 82 سنة، 258 يوما                |
| 2             | ليو شاوتشي      | 24 نوفمبر 1898 | 60 سنة، 154 يوما         | 9 سنوات، 187 يوما            | 69 سنة، 342 يوما           | 12 نوفمبر 1969 | 70 سنة، 353 يوما                |
| شاغر          |                 |                |                          |                              |                            |                |                                 |
| قائم بعمل     | دونغ بيوو       | 5 مارس 1886    | 85 سنة، 356 يوما         | 2 سنتين، 327 يوما            | 88 سنة، 318 يوما           | 2 أبريل 1975   | 89 سنة، 28 يوما                 |
| شرفيًا         | سونغ تشينغ لينغ | 27 يناير 1893  | 88 سنة، 109 يوما         | شرفيًا                        | –                          | 29 مايو 1981   | 88 سنة، 122 يوما                |
| ألغيت الرئاسة |                 |                |                          |                              |                            |                |                                 |
| 3             | لى شيان نيان    | 23 يونيو 1909  | 73 سنة، 360 يوما         | 4 سنوات، 295 يوما            | 78 سنة، 290 يوما           | 21 يونيو 1992  | 82 سنة، 364 يوما                |
| 4             | يانج شانج كون   | 3 أغسطس 1907   | 80 سنة، 250 يوما         | 4 سنوات، 352 يوما            | 85 سنة، 236 يوما           | 14 سبتمبر 1998 | 91 سنة، 42 يوما                 |
| 5             | جيانغ زيمين     | 17 أغسطس 1926  | 66 سنة، 222 يوما         | 9 سنوات، 353 يوما            | 76 سنة، 210 يوما           | 30 نوفمبر 2022 | 96 سنة، 105 يوما                |
| 6             | هو جينتاو       | 21 ديسمبر 1942 | 60 سنة، 84 يوما          | 9 سنوات، 364 يومًا            | 70 سنة، 84 يوما            | ما زال حيًا     | 82 سنوات و176 أيام (ما زال حيًا) |
| 7             | شي جين بينغ     | 15 يونيو 1953  | 59 سنة، 272 يوما         | 12 سنوات و93 أيام (في الحكم) | في الحكم                   | ما زال حيًا     | 72 سنوات و0 أيام (ما زال حيًا)   |